# هیتمن (بازی ویدئویی ۲۰۱۶)
هیتمن یک بازی ویدئویی در سبک‌های اکشن-ماجرایی و مخفی‌کاری در سه قسمت، از مجموعه بازی‌های هیتمن است که توسط استودیو آی‌اُ انتراکتیو ساخته شده‌است و به‌وسیلهٔ اسکوئر انیکس در مارس ۲۰۱۶ برای مایکروسافت ویندوز، پلی‌استیشن ۴ و ایکس‌باکس وان منتشر شده‌است. عنوان بازی بدون هیچ پسوندی فقط «هیتمن» است. این بازی نسخه ریمیکی از سه نسخه اول ( هیتمن - هیتمن ۲: قاتل خاموش - هیتمن: قراردادها )  به حساب می‌آید و این بازی ریمیک  قسمت اول این مجموعه است  داستان این بازی پیش از نسخه هیتمن: آمرزش است و به دوران طلایی فعالیت‌های شخصیت مأمور ۴۷ جوان می‌پردازد و از سبک بازی‌های هیتمن: قراردادها و هیتمن: خون‌بها الهام گرفته‌است. این بازی رسماً در نمایشگاه رسانه و تجارت ای۳ ۲۰۱۵ معرفی شد و بخش‌های از روند بازی به نمایش درآمد.

## بررسی دمو این بازی در ای۳ ۲۰۱۵
دموی قابل بازی هیتمن از کاخی موجود در پاریس شروع می‌شود. جزئیات در محیط بیداد می‌کند. بدون شک در همچین دمویی از یک بازی انتظار این همه جزئیات در محیط را نداشتیم.
هنگامی که مأمور ۴۷ از فرش قرمز می‌گذرد، دوربین به طرز بسیار زیبایی تمام محیط را نشان می‌دهد. از هوش مصنوعی‌های دور هم ایستاده بیرون از کلوب شبانه گرفته تا محیط زیرزمینی، مسابقه مدل لباس و حتی اتاق تعویض لباس که شرکت‌کنندگان آماده می‌شوند به صورت خیلی سریع به نمایش کشیده می‌شود. برای داخل شدن، هم ورودی‌های اصلی وجود دارد و هم ورودی‌های فرعی؛ زیرزمین، طبقه بالا و زیر شیروانی محوطه. در طبقه اول، یک مزایده مخفیانه و غیرقانونی در جریان بوده که هدف مأمور ۴۷، «ویکتور نوویکف» مشغول فروش اجناسی محرمانه به گروهی از دلالان مستقل است. همچنین لنگرگاهی نیز در کنار محیط بازی تعبیه شده تا بازیکن برای فرار بتواند از آنجا استفاده کرده و با قایقی که در لنگرگاه وجود دارد از مهلکه بگریزد. محل فرود هلیکوپتر گزینه دیگری برای فرار محسوب می‌شود که در کلوب وجود دارد. همچنین خارج از کلوب و در محوطه بیرونی، برجی وجود دارد که محل بسیار خوبی برای اسنایپ در دست گرفتن است. بازی «هیتمن: متولد شده» یک بازی بسیار عالی به نظر می‌رسد که از تنوع بسیار خوبی در محیط‌های بازی برخوردار است.
گویا این مرحله دمو، یک مرحله از نسخه «خون‌بها» است که بعد از ده سال با گزینه‌های بیشتر در گیم پلی و جلوه‌های بصری-صوتی قوی‌تر برگشته است. نکته جالب در اینجاست که اگر هدف را بترسانید و فرار کند برای همیشه وی از دست مأمور ۴۷ فرار کرده‌است! پس باید برای دسترسی و ترور اهداف با برنامه‌ریزی دقیق پیش رفت. تیم سازنده IO مشتاقانه اعلام کرده‌اند که این بازی می‌خواهد به ارزش‌های بنیادی و موفق بازی هیتمن برگردد. اگر اینگونه باشد حتماً طرفداران دو آتیشه و همچنین مخاطبان جدید این بازی را خریداری خواهند کرد. هر چند به خاطر اسم هیتمن هم که شده، این بازی فروشش همانند نسخه‌های پیشینش خواهد بود و بهتر از قبل فروش نکند، کمتر نیز نخواهد بود.